# Baptiste Huyet
Baptiste Huyet, né le 6 juillet 2000 à Reims, est un coureur cycliste français.

## Biographie
Lors de la saison 2018, Baptiste Huyet se classe notamment deuxième de La Cantonale Juniors et neuvième de La Philippe Gilbert Juniors (moins de 19 ans). Il monte ensuite dans l'équipe DN1 du CC Villeneuve en 2019 pour ses débuts espoirs. Huyet ne délaisse pas pour autant ses études en suivant une licence STAPS à l'université de Reims-Champagne-Ardenne. 
En 2020, il intègre le SCO Dijon-Materiel-velo.com,. Bon grimpeur, il se fait remarquer sur la Ronde de l'Isard 2021 en terminant sixième d'une étape de montagne au plateau de Beille. Après ce résultat, il décide de rejoindre le CC Étupes en 2022. Il se distingue de nouveau sur la Ronde de l'Isard en finissant quatrième de la dernière étape et douzième du classement général. 
En 2023, il est incorporé dans l'effectif de la formation Bourg-en-Bresse Ain Cyclisme. Au printemps, il se classe deuxième d'Arbent-Bourg-Arbent, ou encore cinquième du Tour du Gévaudan Occitanie, manche de la Coupe de France N1. Il brille par ailleurs sur l'Alpes Isère Tour en terminant dixième du classement général, derrière plusieurs coureurs professionnels. Le mois suivant, il s'impose sur le Grand Prix du Val de Villé. Il devient également vice-champion de France amateurs à Cassel, au terme d'une épreuve jugée sur un parcours escarpé. Début juillet, il se classe deuxième du Tour du Pays Roannais, tout en ayant remporté la dernière étape. Il effectue ensuite un stage au sein de l'équipe continentale Van Rysel-Roubaix Lille Métropole. Sous les couleurs de la formation nordiste, il termine vingt-et-unième du Tour de l'Ain et trente-deuxième du Tour du Limousin. Grâce à ses bons résultats, il signe un contrat avec la structure néerlandaise TDT-Unibet, qui prévoit de monter au niveau ProTeam en 2024.

## Palmarès
- 2018
  - 2e de La Cantonale Juniors
- 2021
  - 2e du Prix des Côtes des Crêtes Préardennaises
  - 3e du championnat de Bourgogne-Franche-Comté
- 2023
  - Grand Prix du Val de Villé
  - 3e étape du Tour du Pays Roannais
  - 2e d'Arbent-Bourg-Arbent
  - 2e du championnat de France sur route amateurs
  - 2e du Tour du Pays Roannais

## Classements mondiaux
| Année                                 | 2023  |
| ------------------------------------- | ----- |
| Classement mondial                    | 2411e |
|                                       |       |
| Légende : nc = non classéSource : UCI |       |